# Триплатинахром
Триплатинахром — бинарное неорганическое соединение
платины и хрома
с формулой Pt3Cr,
кристаллы.

## Получение
- Сплавление стехиометрических количеств чистых веществ:

{\displaystyle {\mathsf {3Pt+Cr\ {\xrightarrow {1200^{o}C}}\ CrPt_{3}}}}

## Физические свойства
Триплатинахром образует кристаллы
кубической сингонии,
пространственная группа P m3m,
параметры ячейки a = 0,3879 нм, Z = 1,
структура типа тримедьзолота AuCu3.
Соединение конгруэнтно плавится при температуре ≈1200°C
и имеет широкую область гомогенности 34÷85 ат.% платины.